# جیری هوخمن
جیری هوخمن (انگلیسی: Jiří Hochmann؛ زادهٔ ۱۰ ژانویهٔ ۱۹۸۶) دوچرخه‌سوار اهل جمهوری چک است.
وی در مسابقات کشوری و بین‌المللی در مجموع برندهٔ ۲ مدال طلا، ۱ مدال نقره، ۲ مدال برنز شده‌است.